# Accept/Diskografie
Diese Diskografie ist eine Übersicht über die musikalischen Werke der deutschen Heavy-Metal-Band Accept. Den Schallplattenauszeichnungen zufolge hat sie bisher mehr als 550.000 Tonträger verkauft. Ihre erfolgreichste Veröffentlichung ist das Album Balls to the Wall mit über 500.000 verkauften Einheiten.

## Alben

### Studioalben
| Jahr | Titel Musiklabel                   | Höchstplatzierung, Gesamtwochen, AuszeichnungChartplatzierungen (Jahr, Titel, Musiklabel, Platzierungen, Wochen, Auszeichnungen, Anmerkungen) | Höchstplatzierung, Gesamtwochen, AuszeichnungChartplatzierungen (Jahr, Titel, Musiklabel, Platzierungen, Wochen, Auszeichnungen, Anmerkungen) | Höchstplatzierung, Gesamtwochen, AuszeichnungChartplatzierungen (Jahr, Titel, Musiklabel, Platzierungen, Wochen, Auszeichnungen, Anmerkungen) | Höchstplatzierung, Gesamtwochen, AuszeichnungChartplatzierungen (Jahr, Titel, Musiklabel, Platzierungen, Wochen, Auszeichnungen, Anmerkungen) | Höchstplatzierung, Gesamtwochen, AuszeichnungChartplatzierungen (Jahr, Titel, Musiklabel, Platzierungen, Wochen, Auszeichnungen, Anmerkungen) | Anmerkungen                                                 |
| Jahr | Titel Musiklabel                   | DE | AT | CH | UK | US | Anmerkungen                                                 |
| ---- | ---------------------------------- | --- | --- | --- | --- | --- | ----------------------------------------------------------- |
| 1979 | Accept Brain Records               | — | — | — | — | — | Erstveröffentlichung: 16. Januar 1979                       |
| 1980 | I’m a Rebel Brain Records          | — | — | — | — | — | Erstveröffentlichung: 2. Juni 1980                          |
| 1981 | Breaker Brain Records              | — | — | — | — | — | Erstveröffentlichung: 16. März 1981                         |
| 1982 | Restless and Wild Brain Records    | — | — | — | UK89 (2 Wo.)UK | — | Erstveröffentlichung: 2. Oktober 1982                       |
| 1983 | Balls to the Wall RCA Records      | DE59 (1 Wo.)DE | — | — | — | US74 Gold · (26 Wo.)US | Erstveröffentlichung: 10. Dezember 1983 Verkäufe: + 550.000 |
| 1985 | Metal Heart RCA Records            | DE13 (17 Wo.)DE | — | CH14 (5 Wo.)CH | UK50 (1 Wo.)UK | US94 (14 Wo.)US | Erstveröffentlichung: 25. Februar 1985 Verkäufe: + 8.670    |
| 1986 | Russian Roulette RCA Records       | DE5 (12 Wo.)DE | — | CH23 (3 Wo.)CH | UK80 (1 Wo.)UK | US114 (9 Wo.)US | Erstveröffentlichung: 21. April 1986 Verkäufe: + 13.410     |
| 1989 | Eat the Heat RCA Records           | DE15 (10 Wo.)DE | — | — | — | US139 (9 Wo.)US | Erstveröffentlichung: 11. Mai 1989 Verkäufe: + 1.660        |
| 1993 | Objection Overruled RCA Records    | DE17 (12 Wo.)DE | — | CH22 (4 Wo.)CH | — | — | Erstveröffentlichung: 1. Februar 1993 Verkäufe: + 29.770    |
| 1994 | Death Row RCA Records              | DE32 (9 Wo.)DE | — | — | — | — | Erstveröffentlichung: 1. Oktober 1994 Verkäufe: + 8.880     |
| 1996 | Predator RCA Records               | DE56 (7 Wo.)DE | — | CH49 (3 Wo.)CH | — | — | Erstveröffentlichung: 15. Januar 1996 Verkäufe: + 11.580    |
| 2010 | Blood of the Nations Nuclear Blast | DE4 (5 Wo.)DE | AT19 (2 Wo.)AT | CH15 (3 Wo.)CH | — | US187 (1 Wo.)US | Erstveröffentlichung: 20. August 2010                       |
| 2012 | Stalingrad Nuclear Blast           | DE6 (6 Wo.)DE | AT32 (2 Wo.)AT | CH17 (3 Wo.)CH | — | US81 (1 Wo.)US | Erstveröffentlichung: 6. April 2012 Verkäufe: + 5.000       |
| 2014 | Blind Rage Nuclear Blast           | DE1 (6 Wo.)DE | AT18 (3 Wo.)AT | CH9 (4 Wo.)CH | UK85 (1 Wo.)UK | US35 (2 Wo.)US | Erstveröffentlichung: 15. August 2014                       |
| 2017 | The Rise of Chaos Nuclear Blast    | DE3 (5 Wo.)DE | AT13 (2 Wo.)AT | CH4 (4 Wo.)CH | — | US140 (1 Wo.)US | Erstveröffentlichung: 4. August 2017                        |
| 2021 | Too Mean to Die Nuclear Blast      | DE2 (5 Wo.)DE | AT9 (1 Wo.)AT | CH4 (6 Wo.)CH | — | — | Erstveröffentlichung: 29. Januar 2021                       |
| 2024 | Humanoid Napalm Records            | DE5 (3 Wo.)DE | AT2 (2 Wo.)AT | CH6 (3 Wo.)CH | — | — | Erstveröffentlichung: 26. April 2024                        |

grau schraffiert: keine Chartdaten aus diesem Jahr verfügbar

### Livealben
| Jahr | Titel Musiklabel                                    | Höchstplatzierung, Gesamtwochen, AuszeichnungChartplatzierungen (Jahr, Titel, Musiklabel, Platzierungen, Wochen, Auszeichnungen, Anmerkungen) | Höchstplatzierung, Gesamtwochen, AuszeichnungChartplatzierungen (Jahr, Titel, Musiklabel, Platzierungen, Wochen, Auszeichnungen, Anmerkungen) | Höchstplatzierung, Gesamtwochen, AuszeichnungChartplatzierungen (Jahr, Titel, Musiklabel, Platzierungen, Wochen, Auszeichnungen, Anmerkungen) | Höchstplatzierung, Gesamtwochen, AuszeichnungChartplatzierungen (Jahr, Titel, Musiklabel, Platzierungen, Wochen, Auszeichnungen, Anmerkungen) | Höchstplatzierung, Gesamtwochen, AuszeichnungChartplatzierungen (Jahr, Titel, Musiklabel, Platzierungen, Wochen, Auszeichnungen, Anmerkungen) | Anmerkungen                             |
| Jahr | Titel Musiklabel                                    | DE | AT | CH | UK | US | Anmerkungen                             |
| ---- | --------------------------------------------------- | --- | --- | --- | --- | --- | --------------------------------------- |
| 1986 | Kaizoku-Ban: Live in Japan RCA Records              | DE50 (7 Wo.)DE | — | — | UK91 (1 Wo.)UK | — | Erstveröffentlichung: 1985              |
| 2017 | Restless and Live Nuclear Blast                     | DE9 (4 Wo.)DE | — | CH81 (1 Wo.)CH | — | — | Erstveröffentlichung: 13. Januar 2017   |
| 2018 | Symphonic Terror: Live at Wacken 2017 Nuclear Blast | DE20 (2 Wo.)DE | — | CH71 (1 Wo.)CH | — | — | Erstveröffentlichung: 23. November 2018 |

Weitere Livealben
- 1990: Staying a Life
- 1997: All Areas – Worldwide (in den USA und Japan als The Final Chapter)

### Kompilationen
- 1983: Best of Accept
- 1983: Midnight Highway (nur in den USA)
- 1987: Hungry Years
- 1988: Metal Masters
- 1990: The Collection
- 1992: No Substitutes (nur in den USA)
- 1994: Restless: The Best
- 1996: Steel Glove: The Collection
- 2000: Hot and Slow: Classics, Rockers ’n’ Ballads
- 2013: Playlist: The Very Best of Accept
- 2015: Heavy Ballads

## Singles
- 1979: Lady Lou (Accept)
- 1980: I’m a Rebel (I’m a Rebel)
- 1980: Burning (Breaker)
- 1980: Breaker (Breaker)
- 1982: Starlight (Breaker)
- 1982: Fast as a Shark (Restless and Wild)
- 1983: Restless and Wild (Restless and Wild)
- 1984: Balls to the Wall (Restless and Wild)
- 1984: Love Child (Balls to the Wall)
- 1985: London Leatherboys (Balls to the Wall)
- 1985: Midnight Mover (Metal Heart)
- 1985: Metal Heart (Metal Heart)
- 1985: Screaming for a Love Bite (Metal Heart)
- 1986: Monsterman (Russian Roulette)
- 1986: It’s Hard to Find a Way (Russian Roulette)
- 1986: Heaven Is Hell (Russian Roulette)
- 1986: T.V. War (Russian Roulette)
- 1989: Generation Clash (Eat the Heat)
- 1990: Balls to the Wall (live) a (Staying a Life)
- 1990: Metal Heart (live) (Staying a Life)
- 1993: All or Nothing (Objection Overruled)
- 1993: I Don’t Wanna Be Like You (Objection Overruled)
- 1993: Slaves to Metal (Objection Overruled)
- 1993: Rich and Famous (All or Nothing)
- 1994: Bad Habits Die Hard (Death Row)
- 1996: Hard Attack (Predator)
- 2010: The Abys (Blood of the Nations)
- 2010: Teutonic Terror (Blood of the Nations)
- 2012: Stalingrad (Stalingrad – Brothers in Death)
- 2020: The Undertaker (Too Mean to Die)
- 2020: Too Mean To Die (Too Mean to Die)
- 2021: Zombie Apocalypse (Too Mean to Die)

## Videoalben und Musikvideos

### Videoalben
- 1991: Staying a Life (VHS)
- 2002: Metal Blast from the Past (DVD)
- 2017: Restless and Live (DVD)
- 2018: Symphonic Terror (DVD)

### Musikvideos
- 1984: Balls to the Wall
- 1985: Midnight Mover
- 1989: Generation Clash
- 1993: Protectors of Terror
- 1993: Slaves to Metal
- 1994: Death Row
- 2010: Teutonic Terror
- 2011: Pandemic
- 2014: Stampede
- 2017: The Rise of Chaos
- 2020: The Undertaker

## Statistik

### Chartauswertung
|                     | DE     | AT    | CH     | UK    | US    |
| ------------------- | ------ | ----- | ------ | ----- | ----- |
| Nummer-eins-Alben   | DE1DE  | AT—AT | CH—CH  | UK—UK | US—US |
| Top-10-Alben        | DE8DE  | AT2AT | CH4CH  | UK—UK | US—US |
| Alben in den Charts | DE16DE | AT6AT | CH12CH | UK5UK | US8US |

### Auszeichnungen für Musikverkäufe
| Goldene Schallplatte - Kanada - 1985: für das Album Balls to the Wall - Russland - 2018: für das Album Stalingrad |

Anmerkung: Auszeichnungen in Ländern aus den Charttabellen bzw. Chartboxen sind in ebendiesen zu finden.
| Land/RegionAuszeichnungen für Musikverkäufe (Land/Region, Auszeichnungen, Verkäufe, Quellen) | Gold     | Platin | Verkäufe | Quellen         |
| -------------------------------------------------------------------------------------------- | -------- | ------ | -------- | --------------- |
| Kanada (MC)                                                                                  | Gold1    | —      | 50.000   | musiccanada.com |
| Japan (RIAJ)                                                                                 | —        | —      | 73.970   |                 |
| Russland (NFPF)                                                                              | Gold1    | —      | 5.000    | musikwoche.de   |
| Vereinigte Staaten (RIAA)                                                                    | Gold1    | —      | 500.000  | riaa.com        |
| Insgesamt                                                                                    | 3× Gold3 | —      |          |                 |